# Heteromeringia apicalis
Heteromeringia apicalis är en tvåvingeart som beskrevs av Mitsuhiro Sasakawa 1966. Heteromeringia apicalis ingår i släktet Heteromeringia och familjen träflugor. Inga underarter finns listade i Catalogue of Life.